# Çimeli
Çimeli ist ein Ortsteil (Mahalle) im Landkreis Karataş der türkischen Provinz Adana mit 294 Einwohnern (Stand: Ende 2024). Im Jahr 2011 hatte der Ort 331 Einwohner.